# Cussonia zimmermannii
Cussonia zimmermannii är en araliaväxtart som beskrevs av Hermann Harms. Cussonia zimmermannii ingår i släktet Cussonia och familjen Araliaceae. Inga underarter finns listade.